# Berberis vernalis
Berberis vernalis là một loài thực vật có hoa trong họ Hoàng mộc. Loài này được (C.K.Schneid.) D.F.Chamb. & C.M.Hu mô tả khoa học đầu tiên năm 1985.